# Real Audiência de Lima

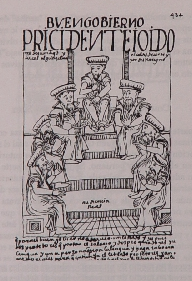

A Real Audiência de Lima era o mais alto tribunal da Coroa espanhola, localizado na cidade de Lima, parte do Vice-Reino do Peru. Foi criada em 20 de novembro de 1542 pelo imperador Carlos I. Começou a funcionar em 1543 e inicialmente tinha jurisdição sobre todo o vice-reinado, virtualmente todos os territórios sob controle dos espanhóis, que incluíam a América do Sul e Panamá. Posteriormente, foram criadas outras audiencias no Vice-reinado. A Audiencia funcionou até 1821, quando as forças de José de San Martín entraram em Lima.